# NGC 4773-2
NGC 4773-2 (другие обозначения — MCG -1-33-42, PGC 43811) — галактика в созвездии Дева.
Этот объект не входит в число перечисленных в оригинальной редакции «Нового общего каталога» и был добавлен позднее.